# Sándor Bródy
Sándor Bródy (23. července 1863, Eger – 12. srpna 1924, Budapešť) byl maďarský židovský spisovatel, dramatik a publicista. Ve svých dílech zobrazoval temnou stránku života a byl žákem moderní francouzské realistické školy. Jeho dílem byli ovlivněni: Endre Ady, Zsigmond Móricz, Gyula Krúdy, Dezső Szomory a Ferenc Molnár.     

## Život
Narodil se v rodině Jacoba Bródy (1819–1878) židovského obchodníka s obilím a Kataliny rozené Blau (1818–1907). Jeho sourozenci byli: Vilmos (1841–1887), Júlia (1847–1910), Adolf (1848–1902) měl syna fyzika Imre Bródyho, Bertalan (1850–1930), Johanna (1854–1924), Esther (1858–1910), Etelka Braun (1860), Hanna Deutsch, Maximillian (1875–1924), Rózalia a Charlotte-Etel.
Po otci zdědil svůj pověstný vzhled a dobrou kondici. Měl se stát se učitelem, ale studia nikdy nedokončil. Nedostatek vzdělání mu vynahradil mimořádný talent. Ačkoli většina maďarské buržoazie a inteligence té doby byla téměř dvojjazyčná, on mluvil pouze maďarsky. V 18 letech začal pracovat jako úředník pro svého bratra, který byl advokátem v Gyule. Jeho první články zde byly publikovány v místních novinách. Velký vliv na něj mělo Jókaiho "šumivé" vyprávění a Zolův naturalismus. Po přestěhování do Budapešti v roce 1884 se mu podařilo vydat sbírku povídek Nyomor a román Faust orvos, které vzbudily pozornost. Mnozí v něm viděli maďarského Zolu.
V letech 1888–1889 pracoval Sándor jako novinář pro Magyar Hírlap. Odjel do Kluže-Napoky a redigoval Transylvánské ilustrované noviny, později Kolozsvári Élet (1889) a poté Magyarországot. Byl to člověk vášnivé povahy. Pohledný Bródy po svém příchodu do Kluže svedl Margit Hunyadyovou (1854–1906), známou herečku své doby. Brzy se mu narodil syn Sándor Hunyady (1890–1942), který se později také věnoval literární kariéře. V témže roce se vrátil do Budapešti, oženil s Izabellou Rosenfeldovou (1869–1908), autorkou, která psala pod pseudonymem Judit Féher. Měli spolu pět dětí: dceru Marii (1891–1899), po níž následovali čtyři synové, novinář András (1892–1964), István (1894–1981), János (1898–1962) a Illés (1899–1953).
V Budapešti opět pracoval pro Magyar Hírlap. Do roku 1891 vydával literární a publicistický měsíčník Fehér Könyv, který psal zcela sám. Pravidelně publikoval články a umělecké kritiky o současném umění v týdeníku Ference Herczega Új Idők. Byl rázný, vtipný, plný nápadů, byl životem a duší tehdejší společnosti a diktoval literární módu.
V letech 1903–1905 vydával spolu se Zoltánem Ambrusem a Gézou Gárdonyim týdeník Jövendő, který lze považovat za předchůdce Nyugatu. Kritizoval v něm nešvary tehdejší společnosti. Prožil milostný románek se spisovatelkou Renée Erdős (1879–1956). V létě r. 1905 se v Semmeringu pokusil o sebevraždu. Po uzdravení se vrátil k novinářské práci (Pesti Hírlap, A Nap, Az Újság, později Az Est). Ačkoli sympatizoval s Maďarskou sovětskou republikou, nehrál v ní žádnou roli. Přesto byl nucen během kontrarevoluce emigrovat do Vídně.
Do Maďarska se vrátil v roce 1923. Náhle zůstal sám a měl finanční problémy. Napsal své poslední velké dílo, cyklus povídek o osamělém stárnoucím umělci Rembrandtovi. Následně byl hospitalizován a zemřel.
V roce 1952 byla po něm v Egeru pojmenována knihovna (Okresní a městská knihovna Bródy Sándor). V roce 1995 na jeho počest zřídil jeho vnuk (syna Jánose), maďarský Američan Alexander Brody (1933–2021), literární cenu Sándora Bródyho za nejlepší první román roku vydaný v maďarštině. Ulice Bródy Sándor utca, se nachází v centru Budapešti. Hotel a klub Brody House byl pojmenován po něm.

### Anekdota
I ve svých šedesáti letech hodně dbal na svůj vzhled, na mužskou módu. Při hraní karet si posteskl, že muž, který nosí dlouhé spodky, není gentleman. Když ho jeho karetní partner upozornil, že i jemu zpod jedné nohavice kalhot trčí prozrazený chuchvalec kalhot, odpověděl: To není moje noha.

## Dílo

### Próza
Kromě sbírky Nyomor (Bída) a románu Faust orvos (doktor Faust) po sobě zanechal řadu významných děl, např. román Hófehérke (Sněhurka), který evokoval romantismus Jókaiho typu, a realistické romány Az ezüst Kecske (Stříbrná koza) a A nap Lovagia (Rytířův den).

### Hry
A dada (Chůva) bylo jedno z jeho nejlepších dramat, které zobrazovalo svět rolníků v jejich skutečné bídě a odsuzovalo svět buržoazie. K A tanítónöhöz  (Učitelům) napsal dva konce. Jeden se šťastným, veselým koncem (určený pro měšťanské publikum), druhý smutný, tragický. Drama A medikus (Lékař) bylo kriticky realistické, ale třetí dějství končilo dvěma šťastnými manželstvími. Učil generace dramatiků, jak psát divadelní hry.
| Nyomor; Révai, Bp., 1884 | Rembrandt fejek; Singer-Wolfner, Bp., 1910                                                                                |
| "Don Quixote" kisasszony. 1–2. köt.; Révai, Bp., 1886                                                                                     | Lárvák; Nyugat, Bp., 1911 (Nyugat könyvtár) Online                                                                        |
| Emberek. Elbeszélések; Singer-Wolfner, Bp., 1888 (Egyetemes regénytár III.)                                                               | Komédia; Singer-Wolfner, Bp., 1911 (Modern magyar könyvtár)                                                               |
| Faust orvos; Singer-Wolfner, Bp., 1888 | Jegyzetek a szerelemről; Singer-Wolfner Bp., 1911                                                                         |
| Színészvér. Két szőke asszony; Pallas, Bp., 1891 (Két szőke asszony. 1893)                                                                | Beethoven: Prometheus. Mithológiai ballet; prológus, szöv. Bródy Sándor; Operaház, Bp., 1911                              |
| Regénytárgyak; Szépirodalmi Könyvtár, Bp., 1892 (Szépirodalmi könyvtár)                                                                   | Novella; Singer-Wolfner, Bp., 1911                                                                                        |
| Apró regények; Magyar Ny., Bp., 1893 (Bródy Sándor munkái)                                                                                | A medikus. Életkép; Singer-Wolfner, Bp., 1911                                                                             |
| Éjszaka; Magyar Ny., Bp., 1893 | Lyra; Singer-Wolfner, Bp., 1911                                                                                           |
| A kétlelkű asszony; Magyar Ny., Bp., 1893                                                                                                 | Imre Herceg. Elbeszélések; Singer-Wolfner, Bp., 1912                                                                      |
| Az egri diákok. Két Magyar Robinson története. Az ifjúság számára; Singer-Wolfner, Bp., 1894                                              | Húsevők. Kis regények; Singer-Wolfner, Bp., 1913                                                                          |
| Rejtelmek; Magyar Ny., Bp., 1894 | Királyok; Singer-Wolfner, Bp., 1913                                                                                       |
| Hófehérke. Regény; Singer-Wolfner, Bp., 1894 (Egyetemes regénytár IX.)                                                                    | Fehér könyv, 1–3.; szerzői,, Bp., 1914–1916                                                                               |
| Munkácsy és Ecce Homoja; Pallas Ny., Bp., 1896                                                                                            | Elmélkedések; Lampel, Bp., 1914 (Magyar könyvtár)                                                                         |
| Az asszonyi szépség; ill. Márk, Dudics, Rónai-Rippel; Pallas, Bp., 1897                                                                   | Timár Liza. Erkölcsrajz; Singer-Wolfner Bp., 1914                                                                         |
| Tündér Ilona. Elbeszélés; Singer-Wolfner, Bp., 1898                                                                                       | Árnyékok. Drámai kísérlet; Singer-Wolfner, Bp., 1914                                                                      |
| Az ezüst kecske; Pallas, Bp., 1898 | Egy asszony természetrajza. Erkölcsrajz; Singer-Wolfner, Bp., 1914 (Bródy Sándor művei)                                   |
| Egy férfi vallomásai és életképek; Singer-Wolfner, Bp., 1899                                                                              | A szerető. Regényes színjáték; Athenaeum, Bp., 1917                                                                       |
| Novella; Singer-Wolfner, Bp., 190? (Modern magyar könyvtár)                                                                               | A kőtörő és egyéb történetek; Lampel, Bp., 1918 (Magyar könyvtár) Online                                                  |
| Emberfejek; Lampel, Bp., 1900 (Magyar könyvtár)                                                                                           | A szerelem élettana. Studiumok; Pegazus, Wien, 1922                                                                       |
| Dina; Fehér Könyv, Bp., 1900 | A nász; Singer-Wolfner, Bp., 1923 (Milliók könyve)                                                                        |
| Fehér könyv; szerzői, Bp., 1900 | Rembrandt. Egy arckép fényben és árnyban; Athenaeum, Bp., 1925 (Korunk könyvei)                                           |
| Árva leányok; Singer-Wolfner, Bp., 1901                                                                                                   | Két nő; Grill, Bp., 1927 (A toll mesterei)                                                                                |
| Két feleség; Magyar Hírlap, Bp., 1901 | A kőtörő és egyéb történetek; Lampel, Bp., 1928 (Magyar könyvtár)                                                         |
| Új erkölcsök. 1., A nap lovagja; Singer-Wolfner, Bp., 1902 (A nap lovagja. 1906)                                                          | Bródy Sándor legszebb írásai; Athenaeum, Bp., 1935                                                                        |
| Erzsébet dajka és más cselédek; Singer-Wolfner, Bp., 1902 (Egyetemes regénytár XX.)                                                       | A sas Pesten. Válogatott írások; sajtó alá rend. Szauder József, bev. Kárpáti Aurél; Szépirodalmi, Bp., 1954              |
| Király idyllek; Pallas, Bp., 1902 | Rembrandt. Egy arckép fényben és árnyban; összeáll., utószó, jegyz. Bródy András; Magvető, Bp., 1958                      |
| A nagy regény alakjai; Magyar Hírlap, Bp., 1902                                                                                           | Válogatott színművek; vál., sajtó alá rend. Geréb Béláné, jegyz. Bródy András; Szépirodalmi, Bp., 1958                    |
| A dada; Singer-Wolfner, Bp., 1902 (Bródy Sándor művei)                                                                                    | Cilinderes Tiborc. Válogatott cikkek és tanulmányok; szerk., bev., jegyz. Bródy András; Magvető, Bp., 1958                |
| Királyidillek és egyéb vázlatok; Singer-Wolfner, Bp., 1904 (Egyetemes regénytár XX.)                                                      | Két szőke asszony és más regények; szerk., jegyz. Bródy András, bev. Bóka László; Magvető, Bp., 1959                      |
| Egy rossz asszony természetrajza. Erkölcsrajz; Singer-Wolfner, Bp., 1904 (Egyetemes regénytár XX.)                                        | Húsevők. Novellák, 1–2.; vál., jegyz. Bródy András, bev. Czine Mihály; Magvető, Bp., 1960                                 |
| Színésznők; Jövendő, Bp., 1905 | A tanítónő. Színmű; rendezői utószó Ardó Mária, díszlettervek Bojár Iván; Gondolat, Bp., 1960 (Játékszín)                 |
| A muskátlis kisasszony és egyéb elbeszélések; Pallas Ny., Bp., 1905 (Érdekes könyvtár. 2. évf.)                                           | A medikus. Életkép; rendezői utószó Molnár Gál Péter, díszlettervek Ambrózy Iván; Gondolat, Bp., 1961 (Játékszín)         |
| Királyfi és koldusleány. Erkölcsrajz; Singer-Wolfner, Bp., 1906 (Egyetemes regénytár XX.)                                                 | Színház. Drámák; bev. Illés Jenő, jegyz. Bródy András; Szépirodalmi, Bp., 1964                                            |
| Palatinszky Janka és más elbeszélések kiváló magyar íróktól; bev. Mikszáth Kálmán; Singer-Wolfner, Bp., 1906 (Egyetemes regénytár XXIII.) | A dada. Erkölcsrajz; Ifjúsági, Bukarest, 1968 (Tanulók könyvtára)                                                         |
| Az automobil és egyéb elbeszélések; Lampel, Bp., 1906 (Magyar könyvtár)                                                                   | Színészvér; Szépirodalmi, Bp., 1969 (Magyar elbeszélők)                                                                   |
| A hercegkisasszony és más elbeszélések; Singer-Wolfner, Bp., 1907 (Egyetemes regénytár XX.)                                               | Leona Jeruzsálemben. Tárcák és elbeszélések; szerk., vál., utószó Urbán V. László; Széphalom, Bp., 1994 (Kalamáris)       |
| Regényalakok; Singer-Wolfner, Bp., 1907 (Bródy Sándor munkái)                                                                             | Bródy Sándor válogatott drámái; vál., szöveggond., utószó Rajnai Edit; Unikornis, Bp., 1996 (A magyar dráma gyöngyszemei) |
| A tanítónő. Falusi életkép; Singer-Wolfner, Bp., 1908                                                                                     | Lyon Lea; szerk., utószó Ács Gábor; Bábel, Bp., 2004                                                                      |
| A villamos. Andornakiné; Grill, Bp., 1909                                                                                                 | |

## Filmové adaptace
- A 300 éves ember, 1914, režie Aladár Fodor (podle scénáře)
- Az ezüst kecske, 1912, režie Mihály Kertész (krátký film podle stejnojmenného románu)
- Az ezüst kecske, 1916, režie: Mihály Kertész (němý celovečerní film podle stejnojmenného románu a jeho divadelní hry A medikus)
- A dada, 1920, režie Oszkár Damó (podle stejnojmenné divadelní hry)
- A tanítónö, 1945, režie Márton Keleti (celovečerní zvukový film podle stejnojmenného románu)
- Katonazene, 1961, režie Endre Marton

## Česká vydání
- Dvě plavovlásky – přeložil Gustav Narcis Mayerhoffer. Praha: František Šimáček, 1896
- Žena s dvěma dušemi – př. G. N. Mayerhoffer. Praha: J. R. Vilímek, 1897–
- Žena s dvěma dětmi – př. G. N. Mayerhoffer. Praha: J. R. Vilímek, 1898
- Slečna Don Quixote – př. G. N. Mayerhoffer. Praha: J. R. Vilímek, 1900[1]
- Sněženka – př. G. N. Mayerhoffer. Praha: Jan Otto, 19..[2]
- Stříbrná koza – př. G. N. Mayerhofer. Praha: Máj, 1910
- Slečna učitelka: historka uherské vesnice ve 3 jednáních – př. Rudolf Kautský. Praha: Divadlo, 1912
- Varhaník – úvod František Sekanina; př. Karel Šarlih; in: 1000 nejkrásnějších novel... č. 60. Praha: J. R. Vilímek, 1914
- Rytíř slunce – př. Anna Rossová. Praha: Mladá fronta, 1976
- Orel v Pešti – př. a vybrala Anna Rossová; předmluva Richard Pražák; grafická úprava Hana Keslová. Praha: Odeon, 1989